# Albert Taillandier
Albert Philippe Taillandier (Parigi, 8 febbraio 1879 – 27 luglio 1945) è stato un pistard francese.

## Carriera
Partecipò ai Giochi olimpici di Parigi nella gara di velocità, in cui vinse la medaglia d'oro. Oltre alla medaglia olimpica, tra i suoi successi figura anche il Grand Prix de Paris per dilettanti del 1900.

## Palmarès
Giochi olimpici, Velocità

## Piazzamenti

### Competizioni mondiali
- Giochi olimpici

Parigi 1900 - Velocità: vincitore